# Ильина, Наталья Анатольевна
Наталья Анатольевна Ильина (род. 23 декабря 1977, Красный Гуляй, Ульяновская область) — российский биолог и управленец, доктор биологических наук, профессор. Преподаватель Ульяновского государственного университета (2000—2002, 2017—2019) и Ульяновского государственного педагогического университета (2002—2017). Ректор Псковского государственного университета (2019—2025).

## Биография
Родилась 23 декабря 1977 года в посёлке Красный Гуляй, Ульяновская область. Окончила школу с золотой медалью.

### Профессиональная деятельность
В 2000 году окончила Ульяновский государственный педагогический университет имени И. Н. Ульянова (УлГПУ) по специальности «Биология. Психология» с квалификацией «Учитель биологии, психолог-педагог».
В 2000—2002 годах работала ассистентом и старшим лаборантом в Ульяновском государственном университете (УлГУ).
В 2002 году защитила в Воронежской государственной медицинской академии диссертацию «Биологические свойства простейших Blastocystis hominis и их влияние на микроэкологию кишечника» и получила учёную степень кандидата биологических наук по специальности «Экология».
В 2002—2017 годах работала в УлГПУ ассистентом, старшим преподавателем, заместителем декана естественно-географического факультета, заведующей кафедрой зоологии, первым проректором — проректором по учебной работе, проректором по научной работе.
В 2005 году получила учёное звание доцента по кафедре анатомии, физиологии и гигиены.
В 2006 году защитила в Саратовском государственном университете генетики, биотехнологии и инженерии имени Н. И. Вавилова диссертацию «Микробиоценоз кишечника человека при бластоцистной инвазии и воздействие Blastocystis hominis на макроорганизм» и получила учёную степень доктора биологических наук по специальностям «Микробиология» и «Экология».
В 2011 году получила учёное звание профессора по кафедре биологии и биоэкологии  и по специальности «Биотехнология».
В 2016 году окончила программу «Школу ректоров 8: ректорский кадровый резерв» в Московской школе управления «Сколково».
В 2017—2019 годах вновь работала в УлГУ, являясь проректором по инновационному развитию.
В апреле 2019 года была назначена и. о. ректора Псковского государственного университета (ПсковГУ). В июне 2020 года была избрана ректором, выборы проходили малопублично и без сильных альтернативных кандидатов. Является главным научным сотрудником Научно-исследовательской лаборатории комплексных экологических исследований ПсковГУ.

### Обвинение в мошенничестве
8 апреля 2025 года в отношении Н. А. Ильиной возбуждено уголовное дело по факту мошенничества. Постановление о возбуждении дела было представлено Н. А. Ильиной прямо на её рабочем месте. 9 апреля 2025 года была заключена под стражу на два месяца, до 7 июня.

### Общественная деятельность
С 2019 по 2024 годы являлась председателем Псковского регионального отделения Русского географического общества.

### Личная жизнь
В интервью, данном в 2019 году, сообщала о том, что замужем и у неё есть сын 11 лет.

### Научная деятельность
Область научных интересов: развитие системы образования и науки, стратегическое управление университетом, проектное управление, экология микроорганизмов, биотехнология восстановления почв.
Является соавтором более 200 научных работ, в том числе 5 монографий, 20 учебно-методических пособий. По состоянию на апрель 2024 года её индекс Хирша по РИНЦ составлял 10 (по 136 публикациям), по ядру РИНЦ — 2 (по 26 публикациям); число её статей в журналах из списка ВАК
составляло 79. Также имеет 3 патента.
Руководит научным направлением «Экология микроорганизмов», в рамках которого выполнено 15 научно-исследовательских работ и защищено 7 кандидатских диссертаций. По данным «Диссернета», под руководством Ильиной были защищены две диссертации с множественными некорректными заимствованиями.

## Политические взгляды
В 2022 года подписала обращение Российского союза ректоров в поддержку вторжения России в Украину.

## Награды и признание
Наталья Ильина имеет следующие награды:
- Лауреат регионального конкурса «Лучший молодой учёный» (2006).
- Заслуженный работник образования Ульяновской области.
- Почётный работник высшего профессионального образования Российской Федерации.
- Юбилейная медаль «75 лет Победы в Великой Отечественной войне 1941—1945 гг.» (2019).